# Abyssobrotula
Abyssobrotula is een monotypisch geslacht van straalvinnige vissen uit de familie van naaldvissen (Ophidiidae). Het geslacht is voor het eerst wetenschappelijk beschreven in 1977 door Nielsen.

## Soort
- Abyssobrotula galatheae Nielsen, 1977